# Jos Moerenhout
Jos (Joseph) Moerenhout (* 27. April 1909 in Brüssel, Belgien; † 18. Januar 1985 in Antwerpen) war ein belgischer Komponist und Dirigent.
Sein Studium absolvierte er am Königlichen Konservatorium in Brüssel; er studierte Komposition, Musiktheorie und Klarinette. Er entschied sich für eine militärische Laufbahn und legte 1939 die Militärkapellmeisterprüfung ab. 1946 leitete er das Musikkorps der 6. Brigade in Aachen. 1951 wechselte er an die Spitze des Musikkorps der 11. Brigade in Antwerpen, 1954 erfolgte die Beförderung zum Kapitän-Kommandanten des Musikkorps der 2. Division in Antwerpen.
Kompositorisch hat er sich um die Erneuerung des Repertoires der Blasorchester verdient gemacht. 

## Werke

### Werke für Blasorchester
- 1948 Winterlandschappen
- 1953 Mableaux d'Hiver Sinfonische Dichtung
- 1952 2. Orchestersuite
  1. Tumultes
  2. Nostalgie
  3. Fete Populaire
- 1953 Petit Triptique
- 1955 Bergsuite
  1. Bedevaart
  2. Op de Bergtoppen
  3. Plechtige inwijding
  4. Festival
- Ouverture Miniature, op. 95
- Vier Antwerpener Maler (Vier Antwerpse Kunstschilders), op. 99
  1. Intrada: Peter Paul Rubens
  2. Menuett: Anthonius van Dijck
  3. Adagio: Quinten Metsijs
  4. Rondo: Pieter Brueghel der Ältere
- Valse Romantique
- De Mijn
- 1961 Caprices
- 1961 De Schelde te Antwerpen Sinfonische Dichtung
- Prelude en Rondo
- 1972 Ode an de Schelde
- 1966 Lusthoven Suite
- 1968 Holidays
- 1970 Souvenir en forme d'ouverture
- 1971 Divertimento burlesco
- Allegro Symphonique
- Klokkenvreugd
- Herfstindrukken
- Images d'Eté

| Personendaten    | Personendaten                     |
| ---------------- | --------------------------------- |
| NAME             | Moerenhout, Jos                   |
| ALTERNATIVNAMEN  | Moerenhout, Joseph                |
| KURZBESCHREIBUNG | belgischer Komponist und Dirigent |
| GEBURTSDATUM     | 27. April 1909                    |
| GEBURTSORT       | Brüssel, Belgien                  |
| STERBEDATUM      | 18. Januar 1985                   |
| STERBEORT        | Antwerpen, Belgien                |